# James Nicolson
James Neil Nicolson (conocido como Jamie Nicholson; 9 de febrero de 1971-Helensvale, 28 de febrero de 1994) fue un deportista australiano que compitió en boxeo. Ganó una medalla de bronce en el Campeonato Mundial de Boxeo Aficionado de 1989, en el peso pluma.
En octubre de 1992 disputó su primera pelea como profesional. En su carrera profesional tuvo en total 8 combates, con un registro de 7 victorias y una derrota.
Falleció a los 22 años en un accidente automovilístico.

## Palmarés internacional
| Campeonato Mundial | Campeonato Mundial | Campeonato Mundial | Campeonato Mundial |
| Año                | Lugar              | Medalla            | Categoría          |
| ------------------ | ------------------ | ------------------ | ------------------ |
| 1989               | Moscú (URSS)       | Medalla de bronce  | 57 kg              |